# 신정여자중학교
신정여자중학교(新亭女子中學校)는 대한민국 서울특별시 강서구 화곡동에 있는 사립 중학교이다.

## 학교 연혁
- 1978년 1월 30일 : 학교 설립 인가
- 1978년 2월 28일 : 초대 진인권 교장 취임
- 1978년 3월 10일 : 제1학년 입학식
- 1979년 11월 30일 : 본관교사 준공(지상 6층, 지하 1층)
- 1980년 11월 20일 : 별관교사 건물 준공
- 1981년 2월 13일 : 제1회 졸업식(6학급)
- 1981년 4월 15일 : 서편교사 건물 착공(지상 5층, 지하 1층)
- 1983년 1월 12일 : 서편교사 건물 완공
- 2010년 4월 22일 : 신관 준공(지상 5층)
- 2015년 11월 10일 : 신정관 준공
- 2017년 3월 2일 : 제16대 박흥규 교장 취임
- 2023년 1월 11일 : 제43회 졸업식 (6학급 137명) 총 졸업생 15,761명

## 참고 자료
- 신정여자중학교 - 한국교육학술정보원 학교알리미